# مسجد شاه بروجرد

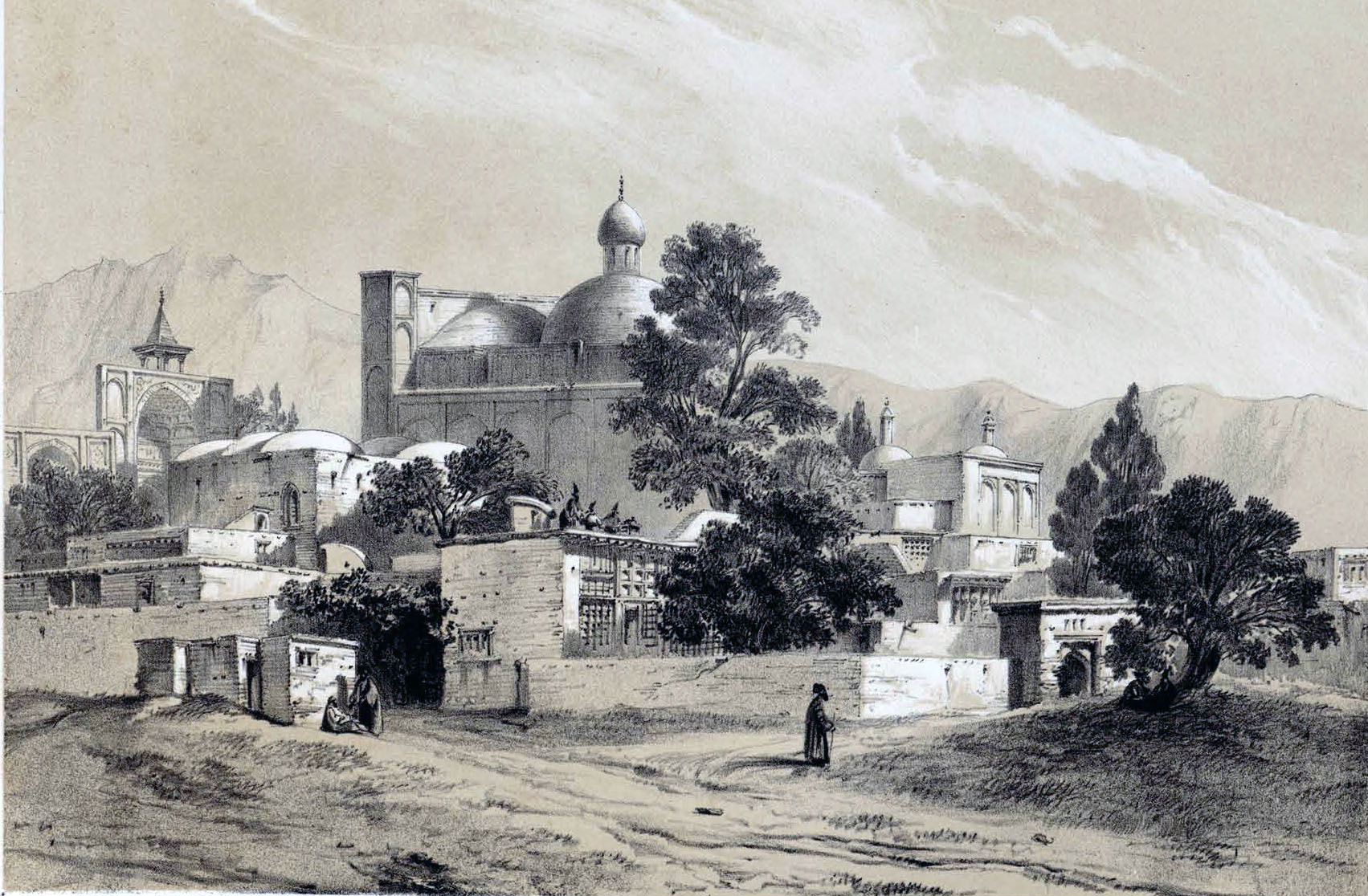
نقاشی اوایل قاجار

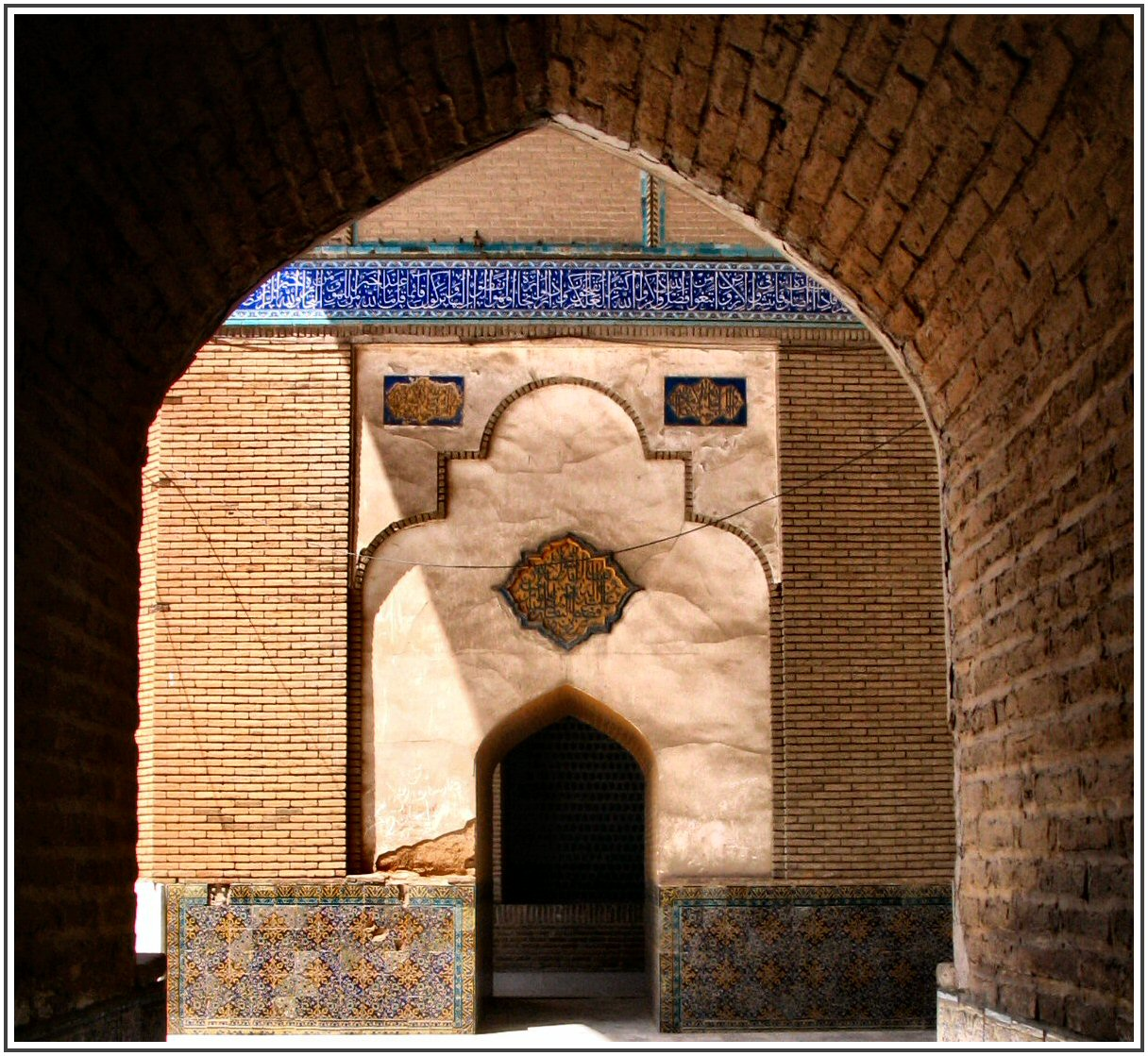
گچبری و کاشیکاری‌های ایوان شمالی مسجد شاه بروجرد

مسجد شاه اسماعیل بروجرد که به‌اختصار مسجد شاه نامیده می‌شود و نام رسمی آن بعد از انقلاب اسلامی به مسجد امام خمینی تغییر کرد، یکی از بناهای تاریخی دیدنی شهر بروجرد است که در مرکز شهر و در کنار راسته بازار بروجرد بنا نهاده شده‌است. این مسجد در زمان شاه اسماعیل صفوی بر روی ویرانه‌های یک مسجد بسیار قدیمی ساخته شد و یکی از بزرگ‌ترین مسجدهای تاریخی کشور می‌باشد. دو نمونه نسبتاً مشابه در همان زمان در شهرهای قزوین و اصفهان ساخته شدند که هر سه این مسجدها تا قبل از انقلاب اسلامی تحت نام مسجد شاه شناخته می‌شدند. معماری مسجد شاه بروجرد برگرفته از معماری مسجد جامع اصفهان است. مسجد شاه بروجرد به لحاظ فرم معماری از نوع مساجد چهار ایوانی است و پلان آن همانند مسجد امام تهران و مسجد النبی قزوین است اما از آنها بزرگتر و قدیمی‌تر است. مسجد شاه بروجرد با بیش از ۷۰۰۰ متر مربع وسعت، بزرگترین مسجد تاریخی غرب ایران است

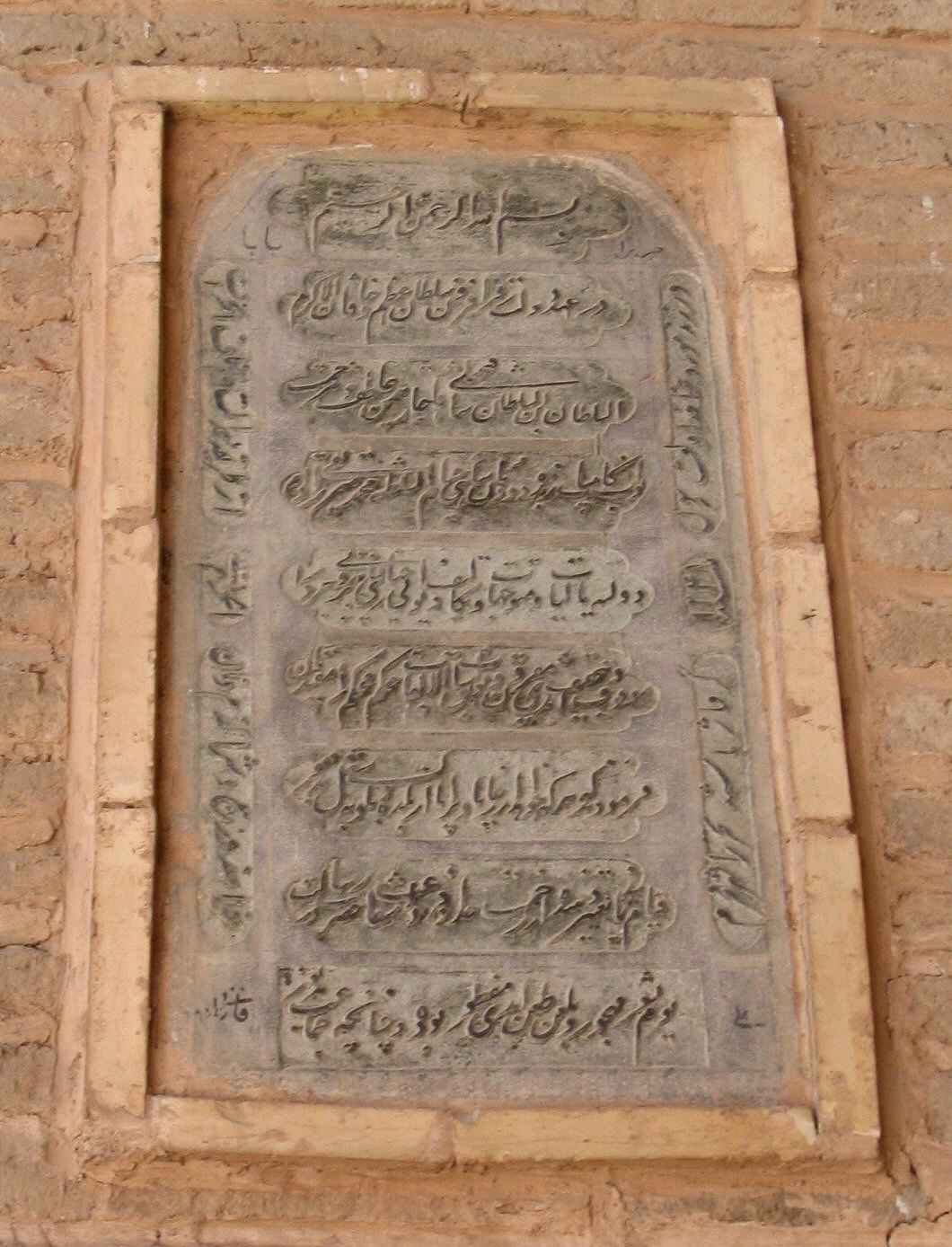
کتیبه ایوان غربی مسجد شاه بروجرد

## تاریخچه
بروجرد بر اساس کتاب‌های تاریخی دارای دو مسجد جامع عتیق و حدیث بوده‌است. یکی از آن‌ها (جامع عتیق) مسجد جامع فعلی است که تاریخی طولانی دارد و پیش از اسلام آتشکده بوده‌است. مسجد جامع حدیث نیز به احتمال زیاد در محل مسجد سلطانی قرار داشته‌است. در دوره صفوی بنای مسجد جامع حدیث تخریب و مسجد جدیدی بر روی آن پایه‌گذاری شد که نهایتاً این مسجد در زمان شاه عباس به پایان رسید و به همین دلیل نام سلطانی بر آن نهاده شد و در دوره حکومت پهلوی به مسجد شاه نامگذاری گردید و بعد از انقلاب اسلامی نیز به مسجد امام خمینی ره نامگذاری شد. بنابر کتیبه ایوان غربی، دو ایوان غربی و شرقی مسجد در سال ۱۲۰۹ قمری تکمیل شده‌اند.

## مشخصات مسجد
مسجد شاه بروجرد متشکل از بخش‌های متعددی است که مهم‌ترین آنها عبارتند از: گنبدخانه، شبستان جنوب غربی، شبستان جنوب شرقی، شبستان شمال غربی، شبستان شمال شرقی، شبستان زمستانی در زیر شبستان جنوب غربی، حجره‌های فوقانی محل اسکان و تحصیل طلاب علوم دینی، برف‌انداز، قاضی شرف و شبستان جدید غربی که با عنوان مصللای بروجرد ساخته شده‌است و دارای دو طبقه است
مسجد شاه دارای چهار طاق و ایوان بزرگ در چهارگوشه است. صحن بزرگ مسجد دارای ابعاد ۶۱ در ۴۷ متر است و حوض بزرگی در وسط آن صحن قرار دارد. مسجد دارای سه درب است که درب غربی به خیابان صفا، درب شمالی به خیابان جعفری و درب شرقی به بازار دواتگرها باز می‌شود. در اطراف صحن، حجره‌هایی برای طلاب علوم دینی ساخته شده‌است که تعداد آن‌ها به ۶۱ حجره می‌رسد. مسجد شاه از مدرسه‌های و حوزه‌های معتبر دینی است و به‌ویژه در زمان سکونت آیت‌الله بروجردی در این شهر از رونق بسیاری برخوردار بوده‌است.

## کتیبه‌ها

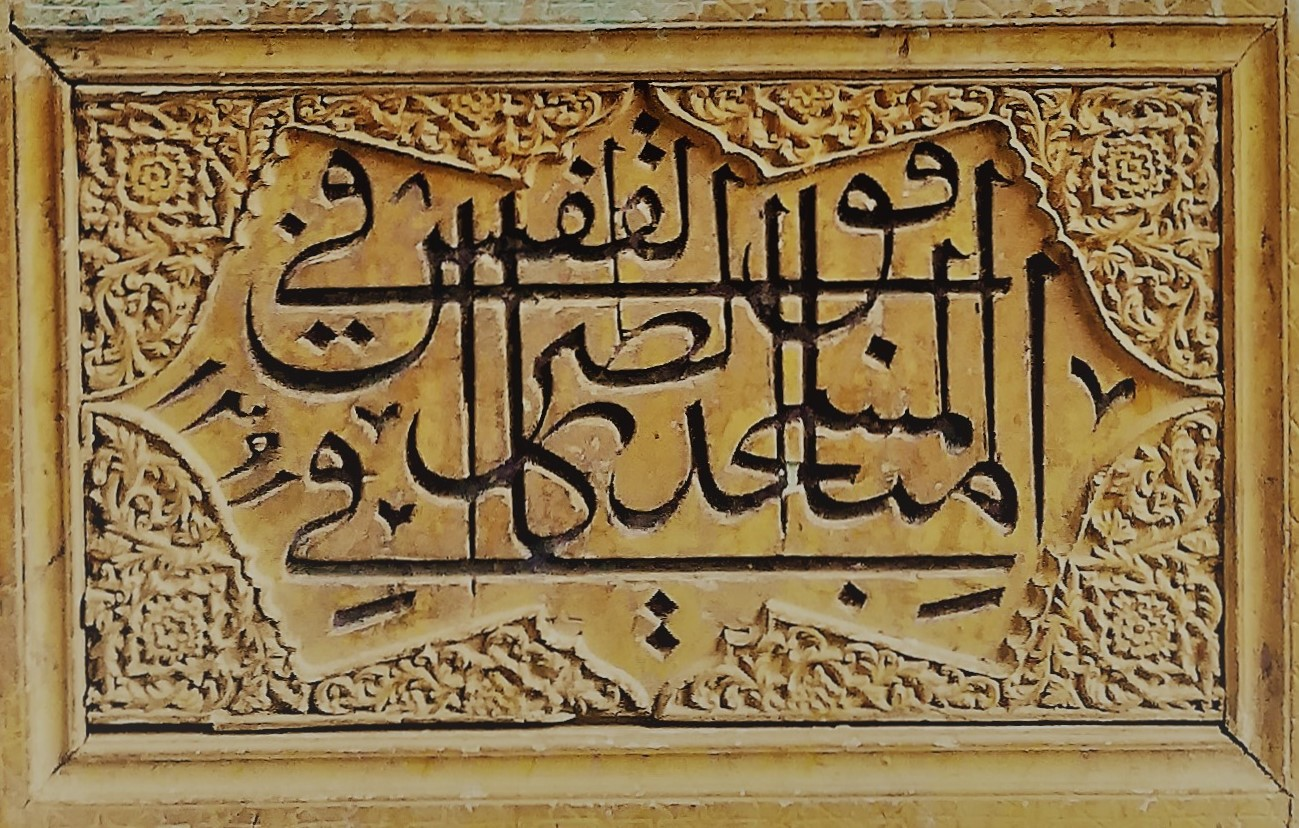
ماده تاریخ درب شمالی مسجد که ۱۲۹۱ هجری را نشان می دهد.

مسجد شاه بروجرد دارای کتبیه‌های متعدد گچی، سنگی و چوبی است. در ایوان غربی این مسجد کتیبه‌ای قرار دارد که بیان می‌دارد فتحعلی شاه این مسجد را وقف و دوباره بازسازی کرده‌است. درب شمالی مسجد از جنس چوب است و تاریخ ۱۲۹۱ هجری روی آن حک شده است.

## تخریب
مسجد شاه در زمین‌لرزۀ فروردین ۱۳۸۵ خسارت زیادی دید و بخش‌های زیادی از ایوانهای جنوبی و شمالی آن فرو ریخت.

## نگارخانه

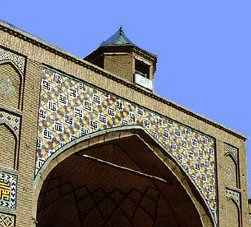
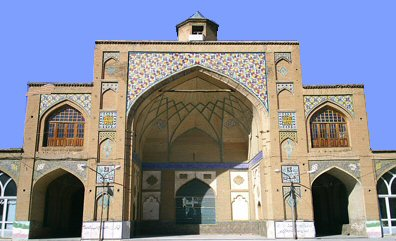
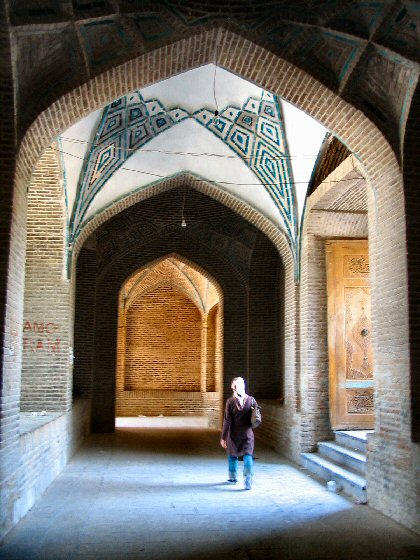
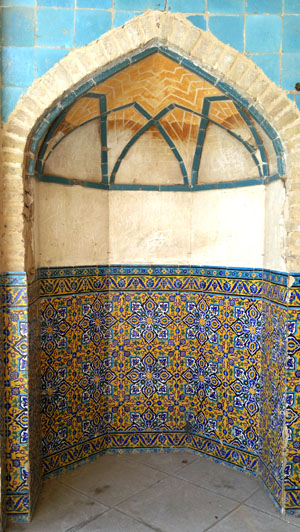
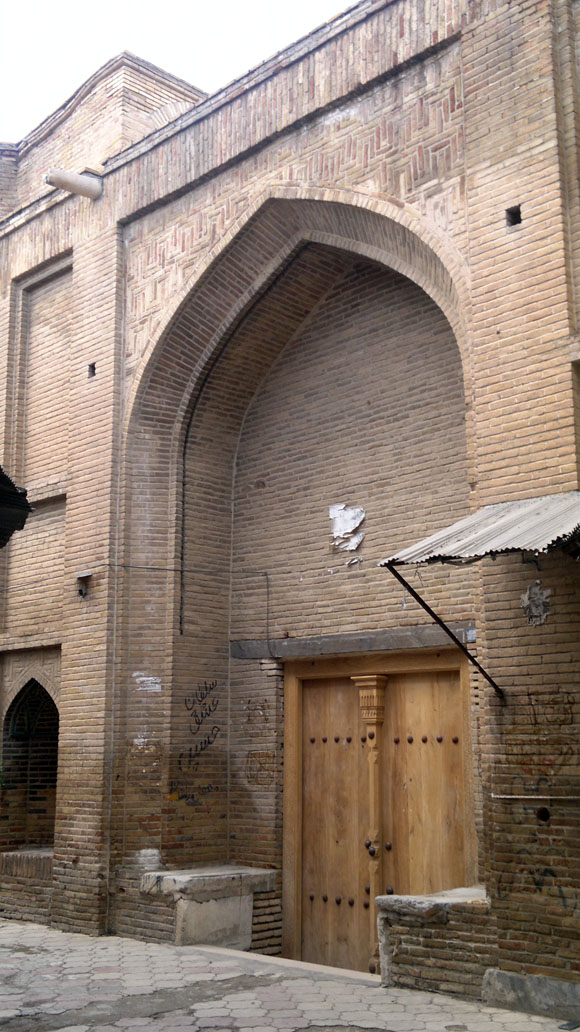
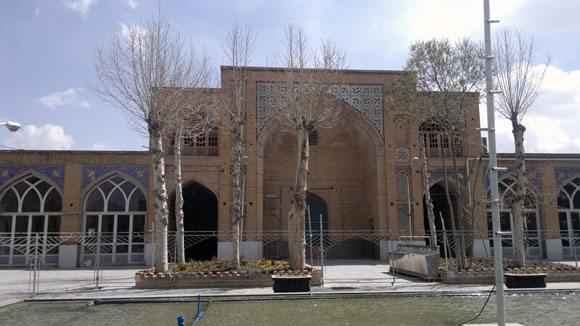
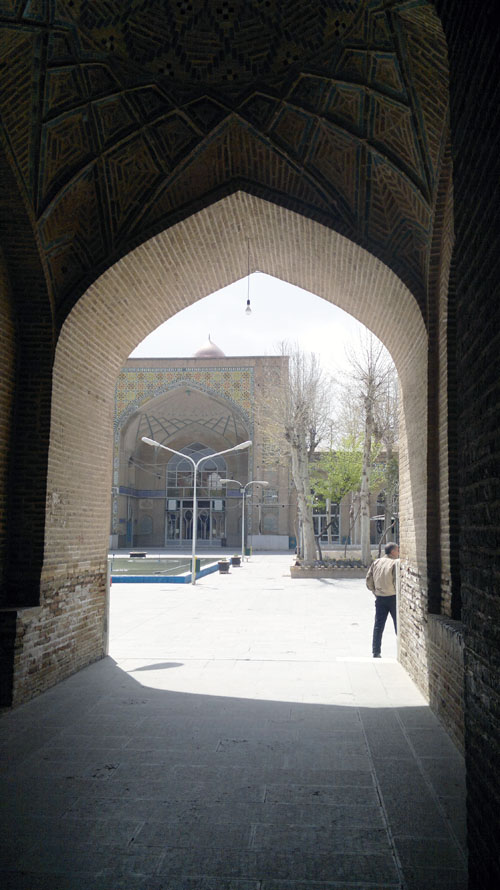
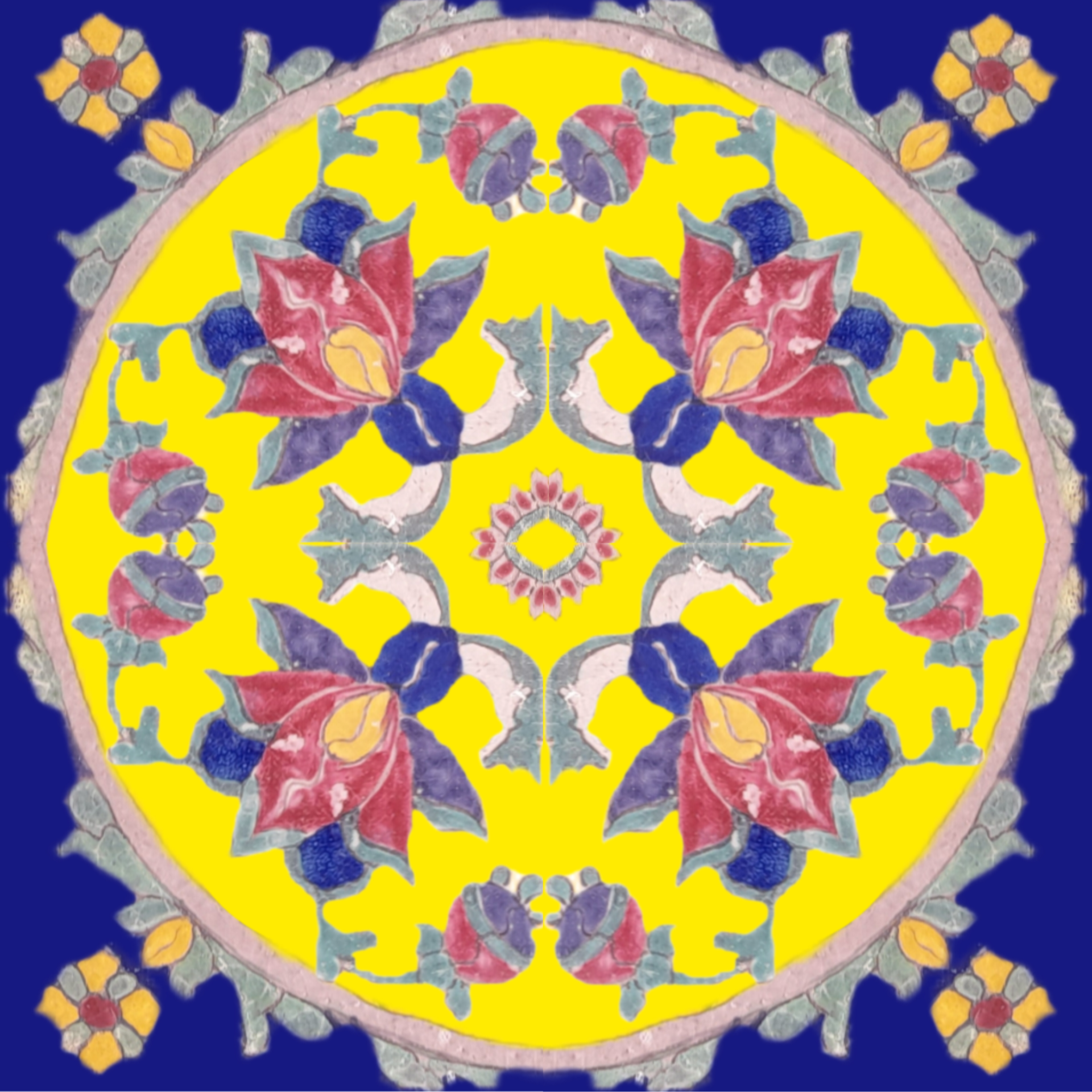
سنگ نگاره بازسازی شده قسمت از مسجد سلطانی توسط علی جمال پور
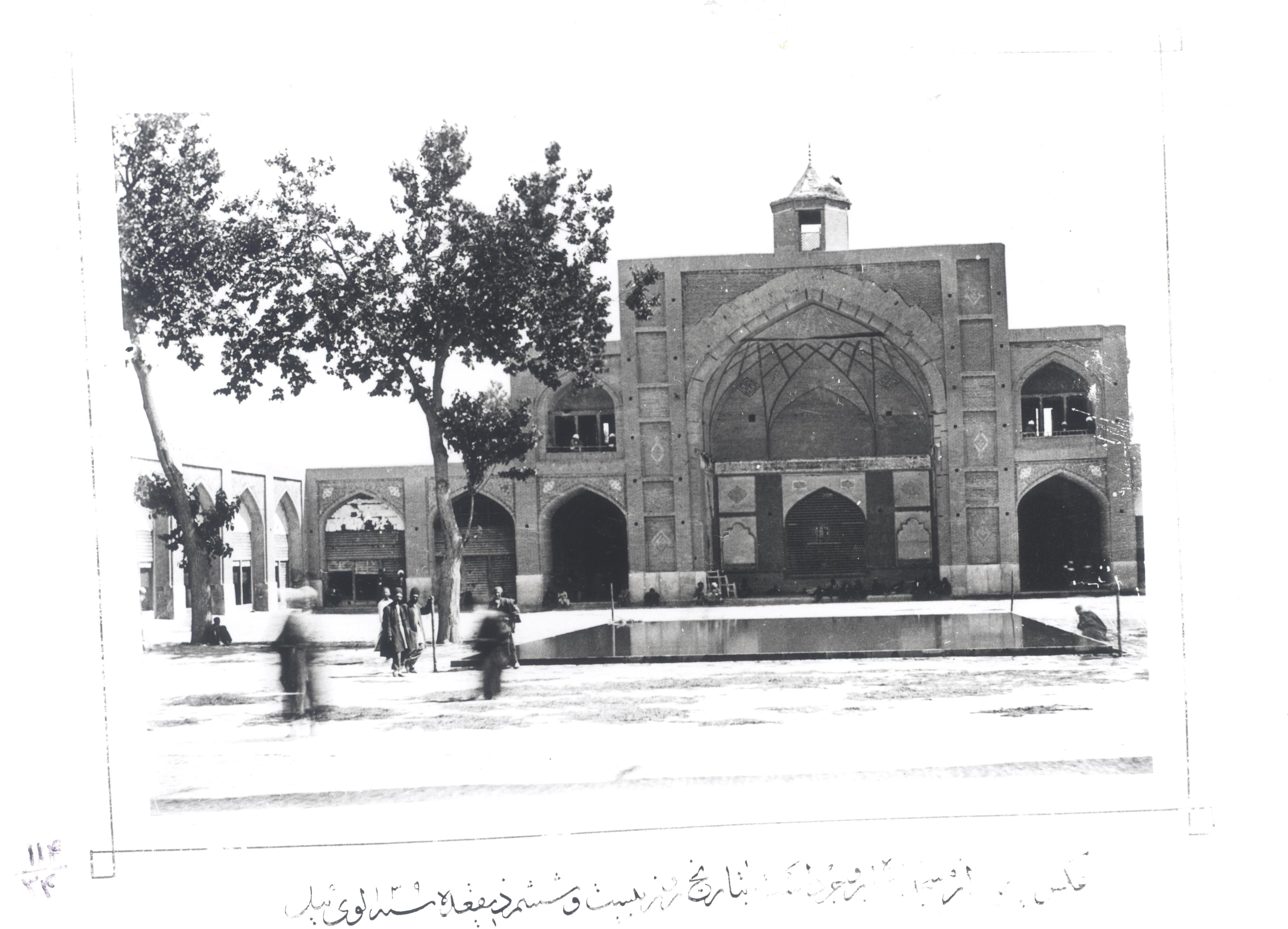
عکس از گالری کاخ گلستان وایل قاجار
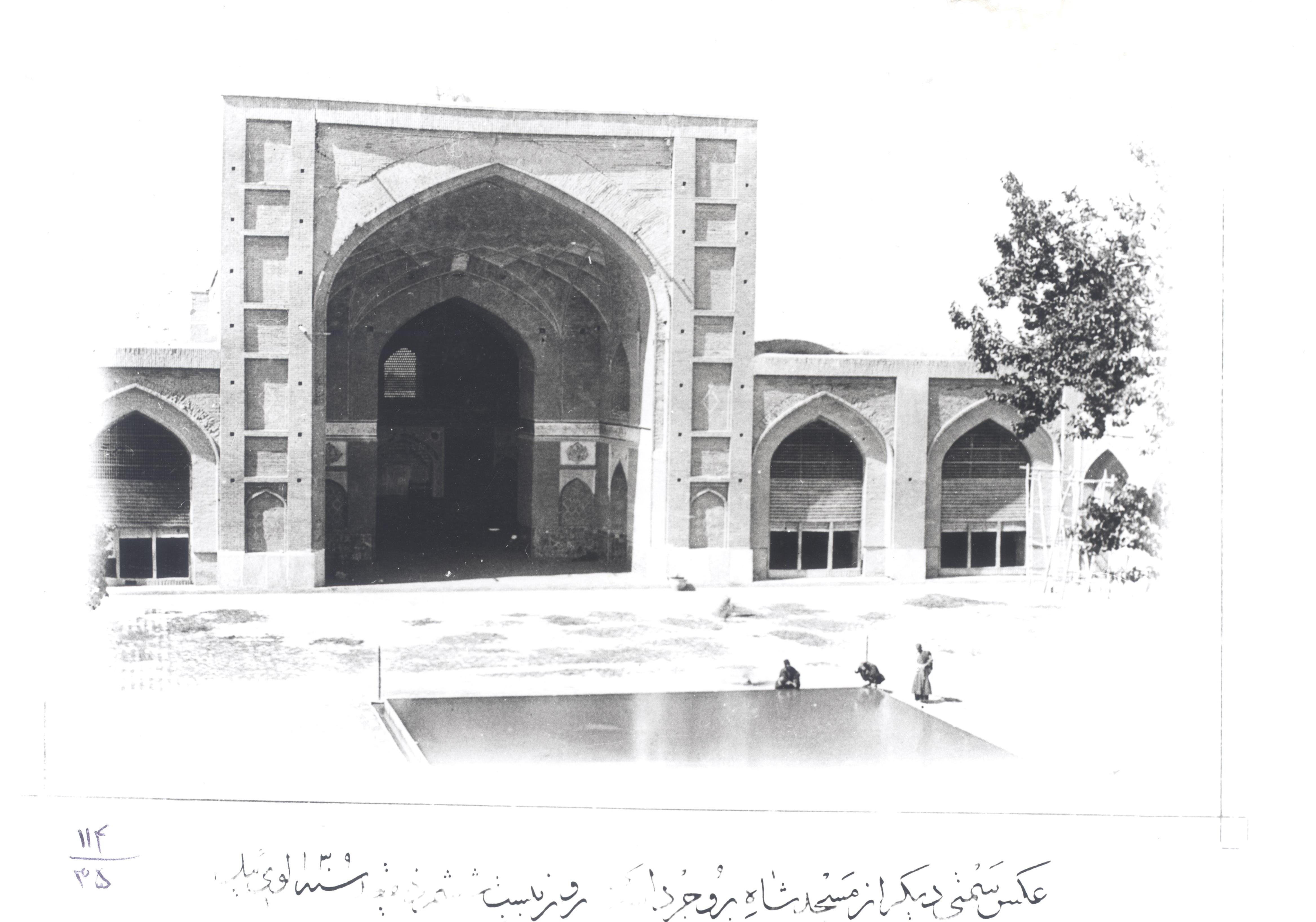
عکس از گالری کاخ گلستان وایل قاجار